# Tetraplax
Tetraplax is een geslacht van kreeftachtigen uit de klasse van de Malacostraca (hogere kreeftachtigen).

## Soorten
- Tetraplax ortrudae Türkay, 1967
- Tetraplax quadridentata (Rathbun, 1898)